# العلاقات الألبانية الكوبية
العلاقات الألبانية الكوبية هي العلاقات الثنائية التي تجمع بين ألبانيا وكوبا.

## مقارنة بين البلدين
هذه مقارنة عامة ومرجعية للدولتين:
| وجه المقارنة                                              | ألبانيا                                                    | كوبا                              |
| --------------------------------------------------------- | ---------------------------------------------------------- | --------------------------------- |
| المساحة (كم2)                                             | 28.75 ألف                                                  | 109.88 ألف                        |
| عدد السكان (نسمة)                                         | 3.02 مليون                                                 | 11.48 مليون                       |
| الكثافة السكانية (ن./كم²)                                 | 105.04                                                     | 104.48                            |
| العاصمة                                                   | تيرانا                                                     | هافانا                            |
| اللغة الرسمية                                             | اللغة الألبانية                                            | اللغة الإسبانية                   |
| العملة                                                    | ليك ألباني                                                 | بيزو كوبي، بيزو كوبي قابل للتحويل |
| الناتج المحلي الإجمالي (بليون دولار)                      | 13.04 مليار                                                | 87.13 مليار                       |
| الناتج المحلي الإجمالي (تعادل القوة الشرائية) بليون دولار | 33.17 مليار                                                |                                   |
| الناتج المحلي الإجمالي الاسمي للفرد دولار أمريكي          | 3.94 ألف                                                   |                                   |
| الناتج المحلي الإجمالي للفرد دولار أمريكي                 | 11.11 ألف                                                  |                                   |
| مؤشر التنمية البشرية                                      | 0.764                                                      | 0.769                             |
| رمز المكالمات الدولي                                      | +355                                                       | +53                               |
| رمز الإنترنت                                              | .al                                                        | .cu                               |
| المنطقة الزمنية                                           | توقيت وسط أوروبا، ت ع م+01:00، ت ع م+02:00، أوروبا/تيرانا ‏ | 00                                |

## منظمات دولية مشتركة
يشترك البلدان في عضوية مجموعة من المنظمات الدولية، منها:
| علم المنظمة | اسم المنظمة                   | تاريخ انضمام ألبانيا | تاريخ انضمام كوبا |
| ----------- | ----------------------------- | -------------------- | ----------------- |
|             | الاتحاد البريدي العالمي       | ?                    | ?                 |
|             | منظمة حظر الأسلحة الكيميائية  | ?                    | ?                 |
|             | منظمة التجارة العالمية        | ?                    | ?                 |
|             | الأمم المتحدة                 | 14 ديسمبر 1955       | 24 أكتوبر 1945    |
|             | منظمة الشرطة الجنائية الدولية | ?                    | ?                 |
|             | الاتحاد الدولي للاتصالات      | 2 يونيو 1922         | 16 يناير 1918     |
|             | مجلس التعاون الاقتصادي        | 23 فبراير 1949       | 1972              |
|             | يونسكو                        | 16 أكتوبر 1958       | 29 أغسطس 1947     |

## وصلات خارجية
- موقع وزارة الخارجية الألبانية
- موقع وزارة الخارجية الكوبية